# Roseland (Louisiana)
Roseland è un comune degli Stati Uniti d'America, situato nello Stato della Louisiana, in particolare nella parrocchia di Tangipahoa.